# Jean-Baptiste Phạm Minh Mẫn

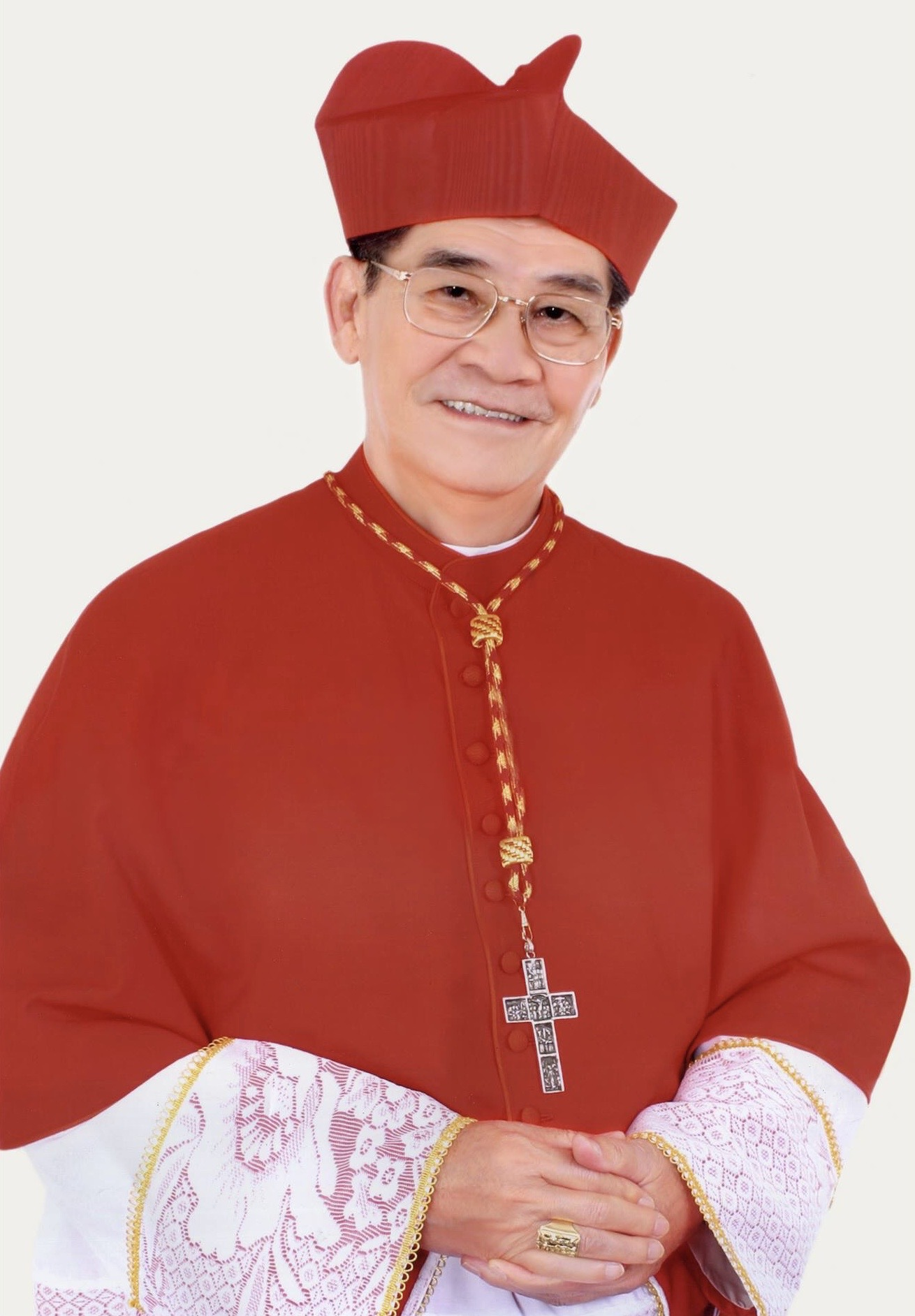
Jean-Baptiste Kardinal Phạm Minh Mẫn' (2003)

Wappen von Jean-Baptiste Kardinal Phạm Minh Mẫn

Jean-Baptiste Kardinal Phạm Minh Mẫn (* 5. März 1934 in Cà Mau, Vietnam) ist ein vietnamesischer Geistlicher und emeritierter römisch-katholischer Erzbischof von Ho-Chi-Minh-Stadt.

## Leben
Jean-Baptiste Phạm Minh Mẫn empfing nach dem Studium der Katholischen Theologie am 25. Mai 1965 das Sakrament der Priesterweihe. Anschließend arbeitete er in unterschiedlichen Ämtern in der Priesterausbildung, darunter viele Jahre im Untergrund. Nach Entspannung der politischen Lage und Wiedereröffnung einiger Seminare übernahm er in Ermangelung qualifizierter Theologen auch Dozentenaufgaben. 
Papst Johannes Paul II. ernannte ihn am 22. März 1993 zum Koadjutorbischof von Mỹ Tho. Die Bischofsweihe spendete ihm der Bischof von Cần Thơ, Emmanuel Lê Phong Thuân, am 11. August desselben Jahres. Mitkonsekratoren waren der Bischof von Đà Nẵng, François Xavier Nguyên Quang Sách, und der Koadjutorbischof von Bắc Ninh, Joseph Marie Nguyên Quang Tuyên.
Am 1. März 1998 ernannte ihn Papst Johannes Paul II. zum Erzbischof von Thành Phố Hồ Chí Minh und nahm ihn am 21. Oktober 2003 als Kardinalpriester mit der Titelkirche San Giustino in das Kardinalskollegium auf.
Kardinal Mẫn reiste am 7. März 2013 als letzter der 115 stimmberechtigten Kardinäle zum Konklave in Rom an.
Am 28. September 2013 wurde ihm von Papst Franziskus Paul Bùi Van Ðoc, bislang Bischof von My Tho, als Koadjutorerzbischof zur Seite gegeben. Am 22. März 2014 nahm Papst Franziskus sein altersbedingtes Rücktrittsgesuch an, woraufhin Paul Bùi Van Ðoc die Nachfolge antrat.

## Mitgliedschaften in der römischen Kurie
Jean-Baptiste Kardinal Phạm Minh Mẫn war Mitglied der folgenden Kongregationen der römischen Kurie:
- Kongregation für den Gottesdienst und die Sakramentenordnung (seit 2003)[3]
- Kongregation für die Evangelisierung der Völker (seit 2003)[3]
- Päpstlicher Rat für die Pastoral im Krankendienst (2011[4]–2014)